# Leopard Pro Cycling
Leopard Pro Cycling was een Luxemburgse, continentale wielerploeg. De ploeg werd in 2012 opgericht als het opleidingsteam van Trek-Segafredo. In 2023 fuseerde de ploeg met het Deense Riwal Cycling Team tot Leopard TOGT Pro Cycling.

## Bekende (ex-)renners
Luxemburgers
- Bob Jungels (2012)
- Alex Kirsch (2012-2014)
- Joël Zangerlé (2012-2014, 2016)
- Pit Schlechter (2012-2019)
- Tom Wirtgen (2015-2017)
- Pit Leyder (2016-2019)
- Luc Wirtgen (2017-2018)
- Colin Heiderscheid (2019-2022)
- Arthur Kluckers (2019-2022)

Overigen
- Julian Kern (2012)
- Alexandru Pliușchin (2012)
- Eugenio Alafaci (2012-2013)
- Jesús Ezquerra (2012-2013)
- Jan Hirt (2012-2013)
- Fábio Silvestre (2012-2013, 2016)
- Sean De Bie (2013)
- Kristian Haugaard Jensen (2013, 2015)
- Dennis Coenen (2014)
- Viktor Manakov (2015)
- Alexander Krieger (2015-2019)
- Aksel Nõmmela (2016-2017)
- Jan Brockhoff (2016-2018)
- Charlie Quarterman (2017-2018)
- Jens Reynders (2017-2018)
- Szymon Rekita (2017-2020)
- Konrad Geßner (2018-2019)
- Filip Maciejuk (2018-2022)
- Jack Burke (2019)
- Jan Maas (2019-2022)
- Mauro Schmid (2020)
- Mattias Skjelmose (2020)
- Miguel Heidemann (2020-2021)
- Jarno Mobach (2021-2022)
- Tim Torn Teutenberg (2021-2022)
- Kevin Inkelaar (2022)
- Elias Maris (2022)
- Justin Wolf (2022)

## Overwinningen
2012
Dorpenomloop Rucphen: Giorgio Brambilla
Eindklassement Triptyque des Monts et Châteaux: Bob Jungels
3e etappe Flèche du Sud: Julian Kern
4e etappe (ITT) Flèche du Sud: Bob Jungels
Eindklassement Flèche du Sud: Bob Jungels
Parijs-Roubaix, Beloften: Bob Jungels
5e etappe Ronde van de Aostavallei: Bob Jungels
 Moldavisch kampioen op de weg, Elite: Alexandru Pliușchin
 Luxemburgs kampioen tijdrijden, Elite: Bob Jungels
 Luxemburgs kampioen op de weg, Beloften: Alex Kirsch
2013
1e etappe Ronde van Normandië : Fábio Silvestre
Eind- en puntenklassement Triptyque des Monts et Châteaux: Fábio Silvestre
4e etappe Circuit des Ardennes: Fábio Silvestre
4e etappe Ronde van Azerbeidzjan: Jan Hirt
1e etappe Flèche du Sud: Kristian Haugaard Jensen
Puntenklassement Flèche du Sud: Eugenio Alafaci
Omloop der Kempen: Eugenio Alafaci
4e etappe, bergklassement Ronde de l'Oise: Fábio Silvestre
1e etappe Ronde van Tsjechië (TTT): *1)
EK U23 - wegwedstrijd : Sean De Bie
1e en 5e etappe Ronde van China-II: Daniel Klemme
2014
Ronde van Overijssel: Dennis Coenen
 Luxemburgs kampioen tijdrijden Beloften: Alex Kirsch
 Luxemburgs kampioen op de weg, Beloften: Alex Kirsch
2016
Rund um Düren: Jan Brockhoff
2017
2e etappe Ronde van Rhodos: Szymon Rekita
Jongerenklassement Ronde van Rhodos: Tom Wirtgen
3e etappe deel B Triptyque des Monts et Châteaux: Aksel Nõmmela
 Luxemburgs kampioen tijdrijden, Beloften: Tom Wirtgen
 Wegrit op de Spelen van de Kleine Staten van Europa: Pit Leyder
2018
3e etappe (ITT) Szlakiem Walk Majora Hubala: Filip Maciejuk *2)
1e etappe Ronde van de Jura: Szymon Rekita
Carpathian Couriers Race: Filip Maciejuk
Jongerenklassement Ronde van Luxemburg: Pit Leyder
 Luxemburgs kampioen op de weg, Beloften: Pit Leyder
2019
3e etappe, eindkassement Ronde van Antalya: Szymon Rekita
Ploegenklassement Ronde van Antalya: *3)
2020
 Duits kampioen tijdrijden, Beloften: Miguel Heidemann
2021
 Luxemburgs kampioen tijdrijden, Beloften: Arthur Kluckers
2022
5e etappe Flèche du Sud: Arthur Kluckers
 Luxemburgs kampioen tijdrijden, Beloften: Arthur Kluckers
 Luxemburgs kampioen op de weg, Elite: Colin Heiderscheid
4e etappe Ronde van de Elzas: Arthur Kluckers
*1) Ploeg Ronde van Tsjechië 2013: Alafaci, De Bie, Ezquerra, Haugaard, Hirt, Kirsch, Silvestre
*2) als lid van Pools nationale selectie
*3) Ploeg Ronde van Antalya 2019: Burke, Geßner, Krieger, Maas, Pons, Rekita